# CS Stiring-Wendel
Cercle Sportif Stiring-Wendel 1911 ist ein französischer Fußballverein aus der lothringischen Stadt Stiring-Wendel (dt. Stieringen-Wendel).

## Geschichte

### 1911 bis 1945
Der Klub wurde 1911 gegründet. Zum damaligen Zeitpunkt war Stiring-Wendel, wie das übrige Reichsland Elsaß-Lothringen, unter ihrem deutschen Namen Stieringen-Wendel Teil des deutschen Kaiserreiches. Nachdem Lothringen nach dem Ende des Ersten Weltkrieges an Frankreich abgetreten werden musste, kam der Klub in den französischen Spielbetrieb. Als die Nationalsozialisten im Zweiten Weltkrieg Lothringen besetzten, kam der CS Stiring-Wendel erneut in den deutschen Spielbetrieb. Die Qualifikation für die Gauliga Westmark blieb ihnen verwehrt.

### 1949–1987
Noch vor Kriegsende kam der Klub in den französischen Spielbetrieb zurück. In der Saison 1948/49 spielte der CS Stiring-Wendel in der Division d′Honneur. In jener Saison belegten sie den neunten Tabellenplatz. In der Saison darauf belegte der Klub aus der Grenzstadt den zehnten Tabellenplatz. In den nächsten beiden Jahren belegte die Mannschaft die Plätze vier und zwei, ehe in der Saison 1952/53 der Aufstieg in die CFA gelang. In der CFA 2-Saison 1953/54 belegten die Lothringer den zehnten Tabellenplatz, was gleichbedeutend mit dem direkten Wiederabstieg war. Bis 1960 spielte Stiring-Wendel in der Division d’Honneur, ehe dann der Wiederaufstieg gelang. In der Saison 1960/61 belegte der Klub aus der Grenzstadt, punktgleich vor der zweiten Mannschaft von Racing Straßburg, den ersten Tabellenplatz. Ein Aufstieg blieb ihnen jedoch verwehrt. In der Saison darauf stieg Stiring-Wendel wieder in die Division d’Honneur ab, wo sie dann bis 1966 spielten; dann folgte gar der Abstieg aus der Division d’Honneur. 1969 folgte der Wiederaufstieg. In der Saison 1969/70 belegte der Klub aus Lothringen den fünften Tabellenplatz, um ein Jahr später als Tabellenzwölfter wieder aus der "DH" abzusteigen.
Es dauerte bis 1974, ehe der Klub wieder in der Division d’Honneur auflief; in der Saison 1974/75 belegte der Klub den achten Tabellenplatz. In der Folgesaison gelang der Aufstieg in die Division 4; in jener Saison setzte sich der Klub aus Stiring-Wendel gegen den Nachbarn aus Forbach, der US Forbach, durch und eroberte die Tabellenführung.
In den Saisons 1976/77 und 1977/78 belegte man die Plätze 13 und 14, wobei Letzteres gleichbedeutend mit dem direkten Wiederabstieg war. Danach spielte man in der Division 4 weiter, wo man in der Saison 1978/79 den fünften Tabellenplatz belegte. Bis 1981 spielten die Lothringer weitere zwei Spielzeiten in dieser Spielklasse; während man 1980 noch zehnten Tabellenplatz belegte, erreichte Stiring-Wendel 1981 nur den 13. Tabellenplatz, was gleichbedeutend mit dem Abstieg in die Division d’Honneur war.
Bis 1987 spielte der Klub dort, um dann als Tabellenletzter (14. Tabellenplatz) aus der "DH" abzusteigen.